# Sinnlos im Weltraum
Sinnlos im Weltraum (kurz: SiW) ist ein Fandub und eine nichtkommerzielle Parodie auf Raumschiff Enterprise – Das nächste Jahrhundert (mit Ausnahme der Folge Segelohr, die auf dem Fragment einer alten Raumschiff-Enterprise-Folge basiert). Als Grundlage diente originales Filmmaterial, das von insgesamt sieben Freunden in Siegerländer Umgangssprache und Siegerländer Dialekt (Sejerlänner Platt) neusynchronisiert wurde, sodass die Folgen neue Handlungen bekamen und die Charaktere mitunter in ihr totales Gegenteil verkehrt wurden. Besonders deutlich äußert sich diese Diskrepanz gegenüber dem Original in der verwendeten Wortwahl und Ausdrucksweise. Die Beteiligten von SiW „dürfen […] sich vielleicht als Urväter der Filmgattung »Fansynchro« bezeichnen – auf deutschem Boden jedenfalls“.

## Geschichte
Entstanden ist die Idee im Dezember 1994, als sich die zwei Siegener Peter M. und Roland K. eine Star-Trek-Folge ohne Ton ansahen. Sie bemerkten, dass rein optisch gewisse Charakterzüge deutlich wurden, die im Original überhaupt nicht vorhanden waren: Picard wurde als „immer schlecht gelaunt“, Geordi als technisch bewandert, aber ziemlich verpeilt, Data als dumm und Riker als geistig zurückgeblieben interpretiert.
Statt des sehr gewählten und respektvollen Umgangstones des Originals wurde den Charakteren nun ihrer parodierten Rolle entsprechende – teilweise vulgäre – Umgangssprache in den Mund gelegt (siehe unten: #Charaktere). Im Mittelpunkt der Unterhaltungen stehen vornehmlich Gewaltausübung („Immer in die Fresse – bis keine Zähne mehr da sind“), dreiste Beleidigungen aller Arten und sexuelle Handlungen, woraus sich im Kontext der gezeigten Bilder eine derb-absurde Komik ergibt. Für Kinder ist die Sendung daher – im Gegensatz zur Vorlage – ungeeignet. Mitunter wird auch Drogenkonsum in Zusammenhang mit mehreren Charakteren thematisiert.
Die Folgen wurden anfangs im Siegerland von Hand zu Hand auf VHS, dann auf CD-ROM weitergereicht und verbreiteten sich später schnell über das Internet. Am 22. August 2002 wurden im Rahmen der Veranstaltung Siegen ist filmreif zwei Episoden im Siegener Open Air Kino – mit Genehmigung von Paramount Pictures – auf Großleinwand ausgestrahlt.
Zur Neuvertonung verwendeten die Macher einen Videorecorder (Blaupunkt RTV-820 HIFI) mit Mikrofoneingang. Akustische Spezialeffekte (Phaserschüsse, Warnsignale etc.) wurden mit einem Star-Trek-Schlüsselanhänger und einem Yamaha RY10 Drumcomputer erzeugt. Weitere Geräusche wurden mit Alltagsgegenständen improvisiert, wie zum Beispiel der Klang eines Lagerfeuers durch das Knistern von Plastik oder das Entfernen von Borg-Implantaten durch Flaschenkorken. Zur musikalischen Untermalung dienten Drumcomputer, Gitarre und Bass.

## Die Macher
Diese Übersicht listet die Macher und ihre Beteiligung am Projekt in chronologischer Reihenfolge.
| Name       | Charaktere | Anzahl der Folgen |
| ---------- | --- | ----------------- |
| Peter M.   | Picard, Riker, Geordi, Rubi Flanell, Data, Spock, Pille                                                                               | 12                |
| Roland K.  | Worf, Data, Kaubärbel, Wesley, Dr. Pulaski, Counselor Troi                                                                            | 6                 |
| Daniel P.  | Daniel (Q), Karl Squell, Superidiot, Einfach Toll, Darmok, Rennleiter, Adelheid, Dr. Crusher, Guinan, Dr. Pulaski, Kanzler Troi, Worf | 8                 |
| Guido R.   | Remulaner, Bad Randolf | 1                 |
| Andreas W. | Vaddr, Jim Beam, Klingone, Worf, Data, O’Brien                                                                                        | 3                 |
| A.H.       | Kirk, Uhura, (Fragment) | 1                 |
| Manfred T. | Worf, Data, Troi, Keiko (Schaukelpferd)                                                                                               | 1                 |

## Episodenübersichten

### Episodenliste
Eine Übersicht aller Synchronisationen. Die Länge variiert je nach Version.
| Lfd. Nr. | Episodentitel                                      | Länge | Episode | Deutscher Originaltitel     | Englischer Originaltitel | Entstehungszeit |
| -------- | -------------------------------------------------- | ----- | ------- | --------------------------- | ------------------------ | --------------- |
| 1        | Damit fing der Wahnsinn an …                       | 02:05 | S04 E13 | Der Pakt mit dem Teufel     | Devil’s Due              | 1994            |
| 2        | Zeitsprung mit Q alternativ: Zeitsprung mit Daniel | 42:44 | S02 E16 | Zeitsprung mit Q            | Q Who                    | 1994–1995       |
| 3        | Illusion oder Wirklichkeit                         | 34:35 | S02 E02 | Illusion oder Wirklichkeit? | Where Silence Has Lease  | 1995            |
| 4        | Versuchskaninchen                                  | 42:52 | S03 E18 | Versuchskaninchen           | Allegiance               | 1995            |
| 5        | Noch einmal Daniel                                 | 09:08 | S03 E13 | Noch einmal Q               | Deja Q                   | 1995            |
| 6        | Der Überläufer (Remulaner)                         | 20:33 | S03 E10 | Der Überläufer              | The Defector             | 1995            |
| 7        | Darmok                                             | 43:01 | S05 E02 | Darmok                      | Darmok                   | 1995            |
| 8        | Segelohr                                           | 03:13 | S02 E19 | Das Loch im Weltraum        | Immunity Syndrome        | 1997            |
| 9        | Auf schmalem Grad                                  | 05:48 | S03 E07 | Auf schmalem Grat           | The Enemy                | 1996 oder 1997  |
| 10       | Schaukelpferd                                      | 01:56 | S04 E12 | Der Rachefeldzug            | The Wounded              | 1996            |
| 11       | Planet der Klone                                   | 44:15 | S02 E18 | Der Planet der Klone        | Up the Long Ladder       | 1996            |
| 12       | Das fehlende Fragment                              | 42:38 | S06 E20 | Das fehlende Fragment       | The Chase                | 1996–1997       |

### Inhaltsangaben
Und damit fing der Wahnsinn an
„Ich hab' mir neulich 'n Pfund Butter im Aldi für 2,95 Mark gekauft, und ich war begeistert, es hat so gut geschmeckt!“
Dies sind die ersten „sinnlosen“ Worte der Serie. Die erste Folge besteht nur aus einem Dialog im Korridor und einer kurzen Besprechung im Konferenzraum.
Ein weiterer absurder Dialog entsteht, als Cpt. Picard über sein Kommunikationsgerät gerufen wird: „Pizzamann bitte auf der Brücke melden!“ und antwortet: „Pizzamann verstanden!“.
Zeitsprung mit Q (Daniel)
Auf dem Weg zur Toilette wird Picard mitsamt dem Fahrstuhl auf das Shuttle der „dummen Schwuchtel“ Daniel entführt, der sich dort mit ihm sexuell vergnügen will. Weil Picard aber sehr hungrig ist, will er sofort auf sein Schiff zurück. Nach einer Weile gibt Daniel nach und befördert sich und Picard zurück auf die Enterprise, wo die Mannschaft schon ungeduldig aufs Essen wartet. Dort hat Daniel jedoch nichts Besseres zu tun, als alle zu ärgern. Zuerst will er Guinan die Augen auskratzen und neben dem Captain jetzt mit Worf und Riker Geschlechtsverkehr haben. Nachdem Picard endgültig klargestellt hat, dass Daniel mit niemandem Geschlechtsverkehr haben darf, macht dieser ernst. Er entführt die Enterprise kurzerhand mitten in den Quadranten der sogenannten „Schwuchtelspezies“. Dort warten Daniels Freunde bereits darauf, mit der gesamten Crew der Enterprise sexuellen Kontakt zu haben. Die Situation scheint ausweglos …
Illusion oder Wirklichkeit
Im Flug durchs All stößt die Enterprise auf eine mysteriöse Wolke. Zur genaueren Untersuchung schickt der Captain eine Sonde los. Da diese allerdings keine Ergebnisse liefert, fliegt Wesley näher ran – und schon ist die Enterprise gefangen.
Aus dem Nichts taucht ein remulanisches Schiff auf, das Worf aber leicht zerstören kann. Kurze Zeit später erscheint ein zweites Schiff auf dem Bildschirm; es ist die Enterprise …
Versuchskaninchen
Als sich Picard nach einem langen Arbeitstag im Sessel mit Musik, Alkohol und einem Buch entspannt, wird er aus seinem Quartier in eine abgeschlossene Zelle gebeamt, in der sich drei weitere Insassen befinden: Die stotternde Adelheid, der hochintelligente und wortgewandte Einfach Toll und der (später dazukommende) nichts raffende Superidiot.
Die vier Personen können sich von Anfang an nicht ausstehen und beschuldigen sich gegenseitig als Entführer. Und weil es den ganzen Tag nur Riesen-Himbeerklümpschen (Sejerlänner Platt für Himbeerbonbon) zu essen gibt, liegen die Nerven besonders blank; Konflikte sind somit vorbestimmt.
Auf der Enterprise hat inzwischen ein Doppelgänger Picards Platz eingenommen, der sofort Kurs zur nächsten Kneipe setzen lässt. In den Augen seiner Mannschaft verhält sich der Captain auffallend seltsam. Er will den ganzen Tag nur saufen, zerreißt Worfs Teddy und füllt die Ärztin mit billigem Fusel ab …
Noch einmal Daniel
Die Enterprise befindet sich im Orbit des Planeten Bre'el, deren Bevölkerung Angst davor hat, der Mond (von der Größe einer aufgeblasenen Erbse, wenn nicht gar kleiner) würde ihnen auf den Kopf fallen. Halbherzig versucht die Crew das Problem mit dem Traktorstrahl zu lösen, scheitert jedoch kläglich.
Zu allem Überfluss taucht Daniel wenig später auf. Er erklärt der Crew, seine Kräfte verloren zu haben, doch keiner glaubt ihm. Picard macht ihn sogar für das Mondproblem verantwortlich und lässt ihn von Worf (wegen nervtötender Anschwuchtelungsversuche) ins Gefängnis bringen …
Der Überläufer (Remulaner)
Die Enterprise nimmt einen remulanischen Drogendealer an Bord auf, um ihn von seiner Sucht zu befreien.
Das erweist sich aber schwieriger als vermutet. Er versucht, seine Ware an die Mannschaft zu verkaufen, und weigert sich, den Haushaltsplan zu befolgen und wird als Spion verdächtigt.
In der Zwischenzeit nervt Bad Randolph den Captain mit furchtbaren Rapsongs. Picard engagiert Data, um Randolph zu verprügeln …
Am 1. April 2006 ist die verschollen geglaubte Anfangssequenz aufgetaucht, die Gesamtspielzeit von „Der Remulaner“ verlängert sich um 2 Minuten.
Darmok
Picard hat seine Mannschaft versammelt, um stolz den Kauf eines neuen Schiffes zu verkünden. „Der will für dat Dingen nur 20.000 Tacken haben.“
Doch die Vorfreude hält nicht lange an, denn der Verkäufer – ein tamarianischer Captain – verlangt als Bezahlung plötzlich 90.000 Mark (in Worten: Nooinzischtaaauusend!) und die Enterprise dazu.
Da man sich über den Preis nicht einig wird, beamen die Tamarianer ihren Captain zusammen mit Picard auf einen Planeten, wo ein böses Monster sein Unwesen treibt …
Segelohr
Wir befinden uns diesmal auf der alten Enterprise, die für eine Inspektion zur Erde zurückkehren soll. Alle sind müde und haben keine Lust, weiter zu arbeiten. Weil sich Spock kaum mehr auf den Beinen halten kann, befiehlt Captain Kirk dem Doktor, das Segelohr ins Bett zu begleiten.
Dort angekommen verkündet er dem total übermüdeten Vulkanier, dass er laut der Geräte schon lange tot sei…
Auf schmalem Grad
Worf, Riker und Geordie beamen sich mit Taschenlampen auf einen dunklen, felsigen Planeten und singen Sankt-Martins-Lieder. Da niemand Lust hat, mit Geordi Frisbee zu werfen, geht dieser alleine in eine Höhle, weil er dort dunklen Kaffee vermutet. Dort angekommen, stürzt er in ein Loch und sitzt in der Falle…
Schaukelpferd
Tagesanbruch auf der Enterprise.
Schon früh am Morgen ist Picard gezwungen, mit seiner Crew sinnlose Konversation zu betreiben. Währenddessen quält sich O’Brien mit den zweifelhaften Kochkünsten seiner Frau Keiko.
Planet der Klone
Die Enterprise ist unterwegs in den Ficus-Sektor, um sich mit dem Frachtschiff „Alk-Trans“ zu treffen, mit dessen Besatzung die Crew seinerzeit im „Biertunnel“ (diese Lokalität existiert in einem Siegener Stadtteil tatsächlich) schon mal richtig einen gesoffen hat. Weil Picard „verdammten Brand“ hat, lässt er die Besatzung der Alk-Trans – die „Bauernidioten“ – mitsamt einer Schnapsbrennerei in einen Frachtraum beamen, denn es soll eine Party stattfinden, wo so „richtig gesoffen und gef...“ wird.
Etwas später rufen ein paar Leute an, die mitsaufen wollen. Beim Anführer handelt es sich um den berühmten Karl Squell aus Krombach, dessen Spirituosenlager unerschöpflich ist. Doch im Verborgenen treibt Karl Squell ein doppeltes Spiel …
Das fehlende Fragment
Picards Vater besucht die Enterprise, um seinen Sohn über ein Mofarennen zu informieren. Und weil Picard ein ausgezeichneter Fahrer ist, hat er ihn auch gleich angemeldet und darüber hinaus seine gesamte Rente auf ihn gesetzt.
Aber Picard muss seinen Pflichten als Raumschiff-Captain nachkommen und blockt sämtliche Überredungsversuche seines Vaters ab, der daraufhin enttäuscht abreist.
Wieder auf Kurs, empfängt die Enterprise einen Notruf vom „Vadderrr“, der angegriffen wird. Picard kann die Angreifer abwehren, aber um seinen Vater steht es schlecht. Auf dem Sterbebett liegend, haucht er seinem Sohn die letzten Worte ein: „Du musst dat Renne gewinne!“

### Versionen
Die verschiedenen Versionen der Episoden unterscheiden sich hauptsächlich in Ton- und Bildqualität, inhaltlich sind sie identisch. Es kommt vor, dass die letzten Sekunden der Originalausgaben weggeschnitten wurden, da diese für die Neusynchronisation schlecht zu gestalten waren. Bei einigen Versionen ist ein erweitertes Intro eingefügt worden. Es ist bekannt, dass die Original-Videokassetten noch existieren. Des Weiteren gibt es folgende verbreitete Versionen der meisten SiW-Episoden:
- Erste digitale Version: von VHS konvertiert ins MPEG-Format, Sat.1-Mitschnitt, sehr schlechte Qualität
- TMZ, Roadrunner: AVI-Format (DivX), Sat.1-Mitschnitt, gute Qualität
- Ricardo: AVI-Format (DivX), von DVD, sehr gute Qualität
- DVD: vollständig digital restaurierte Fassung in DVD-Qualität mit entrauschter Tonspur und in Stereo (SiWonDVD/2004)

### Zeitleiste

Die SiW-Zeitleiste von 1994 bis 2006

Diese grafische Zeitleiste zeigt die Geschichte von Sinnlos im Weltraum zwischen 1994 und 2006.
Die leuchtenden Balken in der Schaffenszeit verdeutlichen, wann an SiW gearbeitet wurde, und die schwarzen Markierungen, wer an welcher Folge mitgewirkt hat. (Zum Vergrößern auf das Bild klicken.)

## Charaktere
Die verschiedenen Star-Trek-Charaktere wurden für Sinnlos im Weltraum meist von denselben Sprechern synchronisiert und entwickelten sich zu gänzlich neuen Charakteren. Hierdurch entstanden teilweise völlig neue Beziehungen der Crew-Mitglieder zueinander.
Picard
Captain Jean Luc Picards markanteste Wesenszüge sind vor allem seine schlechte Laune, gelegentlicher Alkoholismus und ständige Aggressionen und Gewaltandrohungen gegenüber seiner Mannschaft, insbesondere gegen seinen ersten Offizier, Riker. Daher wird er schon im Intro als der „stets gewaltbereite Hobbyalkoholiker Jean Luc Picard“ vorgestellt. Möglicherweise besitzt Picard übernatürliche Kräfte, jedenfalls sagt er in der Episode „Der Überläufer“, er könne mit seiner Gedankenkraft Schiffe zum Explodieren bringen, woraufhin sofort ein romulanisches Schiff detoniert. Ob es sich hierbei um einen Zufall handelt oder ob der Captain wirklich derartige Kräfte besitzt, bleibt ungeklärt.
Alle weiblichen Charaktere haben für ihn lediglich die Funktion, Kaffee zu kochen oder als sexuelles Objekt zu dienen. Er beendet die Sätze meist mit: „Echt jetzt“ oder „Junge!“, egal ob es sich bei dem Angesprochenen um einen Mann, eine Frau, ein Alien oder gar um seinen eigenen Vater handelt. Wird er jedoch selbst Junge genannt, gefällt ihm das gar nicht, wie in der Episode „Planet der Klone“ deutlich wird. Dort ermahnt er Data, Jim Beam und Maria Chron „Sach noch einmal Junge, Junge“ als diese ihn Junge nannten. Typischer Ausspruch: „Gleich klatscht et, Junge!“
Riker
Commander William T. Riker (das Superhirn) ist das mit Abstand zurückgebliebenste Mitglied der Besatzung. Er ist gegenüber Picard stets unterlegen und besessen von dem Gedanken, endlich selbst einmal „Captain“ zu werden. Seine extreme Begriffsstutzigkeit reißt Picard und andere Figuren immer wieder zu derben Beleidigungen hin, gegen die Riker allerdings gefeit ist, da er sie sowieso nicht versteht. Dennoch fragt er ständig danach, wo sie sind, was sie machen und was eigentlich los ist. Typischer Ausspruch: „Äh, raff ich net.“
Worf
Der Klingone Worf ist ebenso naiv wie ungestüm, hat eine Vorliebe für Gummibärchen und andere Süßigkeiten und neigt dazu, seine gesamte Umwelt in „lieb“ und „böse“ zu unterteilen.
In vielerlei Hinsicht verhält er sich meist wie ein kleines, quengelndes Kind, was sich auch an dem oft verniedlichten Vokabular zeigt. Die restliche Mannschaft ist von Worfs Gezeter und ständigen Gefühlsschwankungen (die er lautstark kundtut) meist ziemlich genervt und versucht eigentlich ständig nur, ihn zu beruhigen oder dazu zu bringen, endlich den Mund zu halten. Typischer Ausspruch: „Du bist bös(e)!“
Geordi
Geordi LaForge (manchmal auch „Bums-Geordi“) ist der Chefingenieur der Enterprise, obwohl er wahrscheinlich von allen Personen seine Umwelt am wenigsten wahrnimmt. Dafür spricht zumindest sein Hang, nach fast jedem Satz „Wie? Wat? Was hast du gesagt?“ oder ähnliche Aneinanderreihungen von W-Fragen zu stellen. Ab und zu ergeht er sich jedoch in ebenso ausführlichen wie unverständlichen Erläuterungen technischer Sachverhalte des Raumschiffes. Der Hauptsprechanteil liegt aber trotzdem eindeutig in manchmal quälend langen „Wie? Wat? Wer? Weshalb? …“-Kapriolen. Typischer Ausspruch: „…oder wie oder wat oder wer?“
Data
Commander Data ist ein Androide, der sich dadurch auszeichnet, mit seiner 1-Bit-Speicherkapazität jede einstellige Addition innerhalb von drei Stunden garantiert falsch lösen zu können. Er wechselt außerdem öfters mal den Akzent, klingt mal wie ein Bayer, dann wie Rudi Carrell und dann wieder völlig normal. Diese Sprachumstellungen sind auf seinen zeitweise defekten Sprachchip zurückzuführen. Hin und wieder muss er im Verlauf einer Episode eine komplizierte Rechenaufgabe lösen, die Crew glaubt allerdings nicht so ganz an seine Fähigkeiten. Außerdem ist er sich nicht zu schade, auch mal ein kleines Liedchen zum Besten zu geben: „3 × 14 ist 38, und 12, das gibt 110“
Daniel (Q)
Daniel ist ein Außerirdischer mit übernatürlichen Kräften, die er meist durch ein Fingerschnippen manifestiert. Er ist strikt homosexuell („Ich bin doch nicht so pervers, dass ich’s mit einer Frau treibe!“) und ist als solcher hinter der Zuneigung des Captains her, der seine Avancen jedoch nicht erwidert. Um ihn umzustimmen, teleport sich Daniel unter anderem nackt auf die Brücke der Enterprise oder konfrontiert die Crew des Schiffes mit einer „Schwuchtelspezies“, aber ohne Erfolg. Typischer Ausspruch: „Ah … Jean-Luc!“

## Rezeption
Seit der Verbreitung der Folgen im Internet erfuhr die Reihe eine enorme kulturelle Rezeption. Zahlreiche Anhänger erstellten und verbreiteten auf verschiedene Weise eigene Beiträge zu SiW: Selbst komponierte Lieder, Bilder, Computerspiele, Flash-Animationen, Fotomontagen oder selbst geschriebene Texte, die Geschichten aus dem SiW-Universum erzählen. Diese Fan-Art wird hauptsächlich in SiW-Foren veröffentlicht.
Weitere Star-Trek-Folgen erfuhren, in typischer SiW-Art, durch Fans eine Neusynchronisation, allerdings ohne die originalen Sprecher. Deren Verbreitung und Veröffentlichung findet ebenfalls in den einschlägigen Fan-Foren zu SiW statt.
In einer Reminiszenz im Juli 2011 bedauert Ole Reißmann auf Spiegel Online, dass „noch längst nicht jeder diesen dadaistischen Spaß kennt“. Die Handlung wird als hanebüchen zusammengefasst. Bereits im November 2005 würdigte Frank Patalong auf Spiegel online den „Brachialhumor“ der Serie. In einer Retrospektive bekannter Star-Trek-Parodien würdigt er SiW bereits durch den Titel des Artikels: „Ihr Assis werdet miliert!“ Kritisch resümiert er, sei es „hier und da trotzdem [lustig], weil ausgerechnet diese so überaus ‚politisch korrekte‘ Serie voller tugendhafter, völlig uneigennütziger Helden durch die Gosse gezogen wird.“
Für die Saarbrücker Zeitung kommentiert Thorsten Mohr diesen „Ulk“, der die Star-Trek-Folgen „durch den Kakao zieht“ als von „technisch zweifelhafter Qualität“.
Die Erinnerung an die Arbeit der Siegerländer, welche noch in der „Prä-Internetzeit“ stattfand, stellt die österreichische Tageszeitung Der Standard die Geschichte der Fandub-Szene vor, die heute von vielen Fanclubs nachgeahmt wird. „Mit ganz archaischen Mitteln“ seien die Folgen auf Videorecordern synchronisiert und später über CD-ROM verteilt worden.
Florian Hartling begreift SiW, im Bereich der Neuvertonungen, als einen wichtigen Beitrag der medialen Aneignungskultur des Star-Trek-Universums. Der, angesichts knapper Budgets, erreichte Qualitätsstandard den SiW mit einigen Anderen gemein habe, sei verblüffend. „Trotzdem dürften sich diese Filme regelmäßig nicht für eine Verwertung in den traditionellen Medien eignen; sie bleiben weitgehend auf das Netz oder DVDVideo beschränkt.“
SiW inspirierte zahlreiche Fan-Synchronisationen. Ein bekanntes Beispiel hierfür ist Lord of the Weed, ein Herr-der-Ringe-Fandub, welches ebenfalls einen hohen Bekanntheitsgrad erreichte. SiW war mit ausschlaggebend dafür, dass sich eine deutsche Synchroszene herausbildete.

## Reaktion von Paramount
Seit Mitte 2014 beruft sich Paramount auf das in Deutschland geltende Urheberrecht und klagt gegen diverse Anbieter der SiW-Folgen, welche dadurch gezwungen werden, das Material nicht mehr bereitzustellen. Dies betrifft seit neuem auch die Plattform YouTube.

## Wissenswertes
Ein ähnliches Fandub-Parodie-Video (Die intergalaktische Ampel) einer Folge von Raumschiff Enterprise wurde am 8. September 1996 zum 30-jährigen Jubiläum von Star Trek in Die galaktische Nacht auf Sat.1 gezeigt, welches von Fans kreiert und zur Ausstrahlung eingesandt wurde.

## Sekundärliteratur
- Jonas Etten: Die fiese Fresse des Jean-Luc Picard. Sinnlos im Weltraum als Paradigma der parodistischen Fundub. In: Vera Cuntz-Leng (Hg.): Creative Crowds. Perspektiven der Fanforschung im deutschsprachigen Raum, Darmstadt: Büchner 2014, ISBN 978-3-941310-42-1.